# Manuella

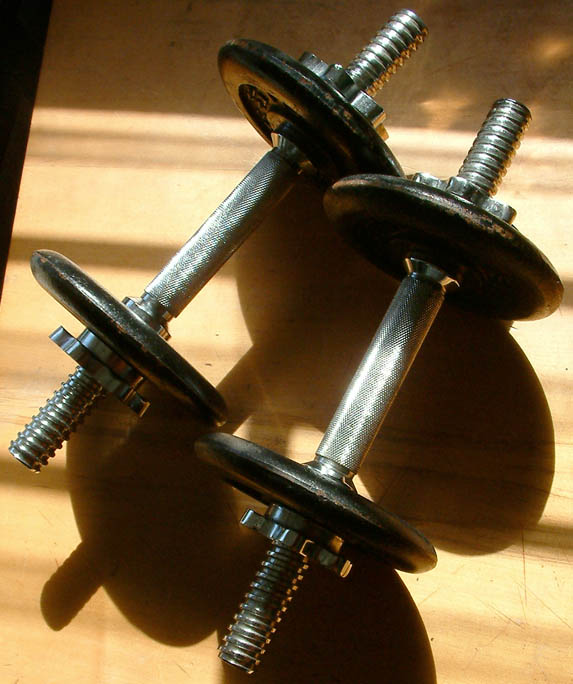
Dues manuelles ajustables amb discos de 2Kg.

Una manuella és una peça d'equipament utilitzada en l'entrenament amb peses, és un tipus de pes lliure. Es pot utilitzar individualment o per parelles (una a cada mà). El predecessor de la manuella, que rebia el nom de nal, es va utilitzar a l'Índia durant més d'un mil·lenni i tenia forma de porra. El nal era un pas intermedi entre un halter i una manuella. Es feia servir generalment en parelles per a lluitadors, culturistes, esportistes o altres que volgueren incrementar la seua força i massa muscular.
A començament del segle xvii ja existia una manuella amb la familiar forma de dos pesos iguals units per un eix. Les manuelles es poden classificar en tres tipus:

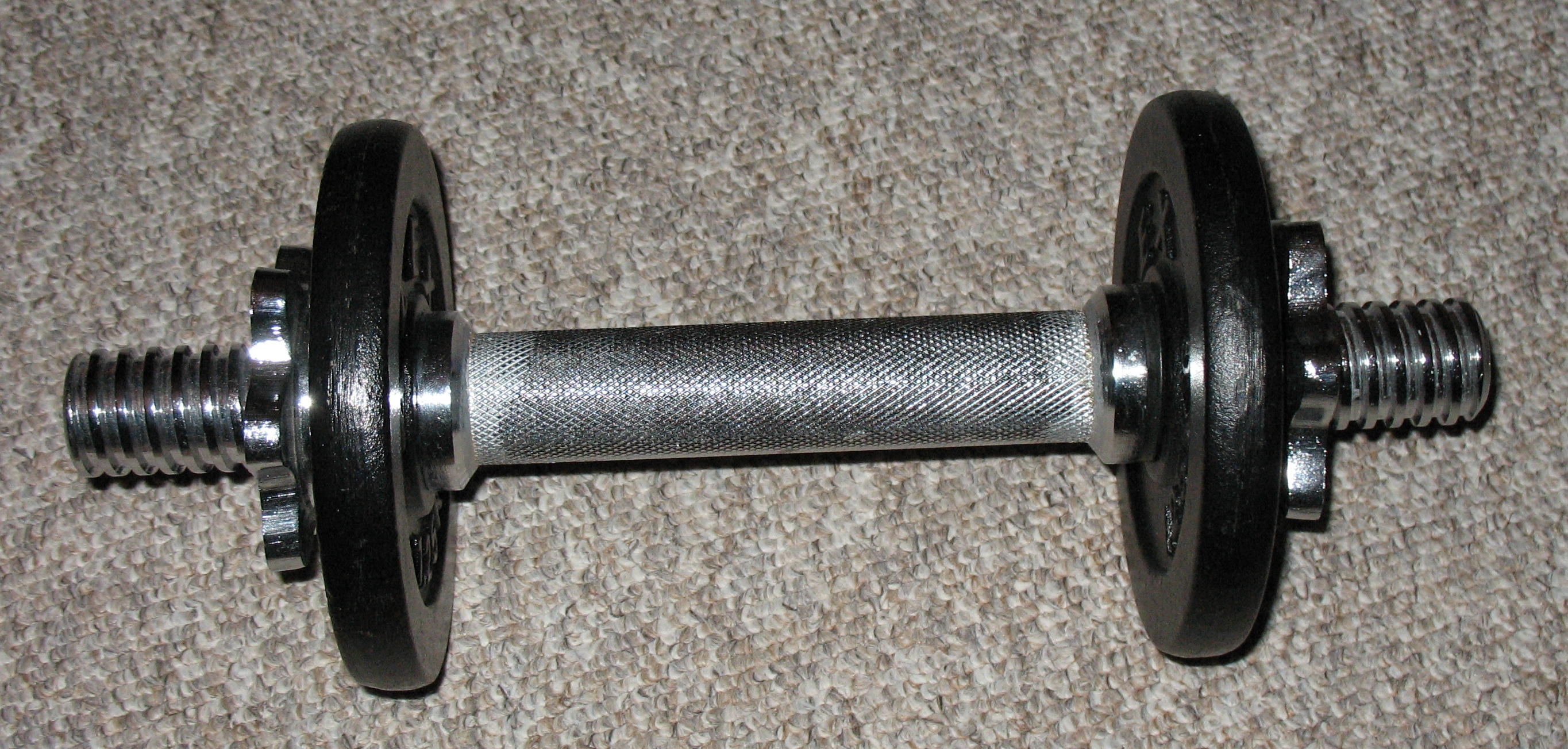
Manuella ajustable amb rosques

- Manuelles ajustables: formades per una barra de metall la part central de la qual pot ser frunzida per a millorar l'agafada. Les peses (discos) s'encaixen en els extrems de la barra i s'ajusten amb clips o rosques.
- Manuelles de pes fix: són peses creades amb forma de manuella. Les més cares es fabriquen amb acer fos, de vegades recobert de cautxú per seguretat. Les de preu més baix solen estar fabricades en plàstic i farcides de ciment.
- Manuelles "triables": el pes es pot canviar de manera mecànica mitjançant un dial o altre mitjà. Això fa molt senzill el canvi de pes entre exercicis.